# MBC 표준FM
MBC 표준FM은 대한민국의 방송국 문화방송의 종합 전문 라디오 채널이다.

## 역사
1959년 문화방송(現 부산문화방송)으로 처음 개국하였으며, 수도권에서는 1961년 한국문화방송(現 문화방송)으로 개국하였다. 기존 중파 방송의 음질 손실을 보완하기 위한 목적으로 고음질급(스테레오)의 방송 기술 구현을 위하여 1987년부터 2000년까지 표준FM 채널을 지역별로 추가 개국하였다. 뉴스, 시사, 교양, 오락, 스포츠 등의 종합 정보를 24시간 방송하고 있는 대한민국 라디오 채널 중 하나이다. 각 프로그램에는 편지와 엽서뿐 아니라 휴대전화를 이용하여 짧은 문자메시지(#8001-50원: 1건, 지역국 별도, 긴 문자메시지, 사진, 동영상 전송 MMS 문자는 #8001-100원: 1건) 인터넷 라디오 미니, 모바일 미니 앱을 통해 방송에 참여할 수 있다.
대표적인 장수 프로그램으로 별이 빛나는 밤에(1969년~), 여성시대(1975년~), 지금은 라디오 시대(1995년~), 두시만세(2004년~) 등이 있다. 이 중 별이 빛나는 밤에는 2023년 11월 20일부터 FM4U로 이동하였다.
오전 6시(주말, 공휴일은 오전 6시)부터 오후 11시까지 매시 정각에 뉴스가 방송되며 분량은 5분이다. 평일 오전 6시에는 MBC TV에서 방송되는 MBC 뉴스투데이 1부가 15분간 수중계되고, 매일 낮 12시에는 MBC 정오종합뉴스가 평일에는 20분간, 주말과 공휴일에는 10분간, 평일 오후 7시에는 MBC 저녁앤뉴스가 10분간 방송된다.
오전 6시 57분부터 오후 9시 57분까지 57분 교통정보가 방송(단, 일요일의 경우 오전 7시 57분부터)되며, 주로 수도권 시내 및 주요 도로와 고속도로 정보를 제공한다. 이 정보는 수도권에서만 방송하며 다른 제휴국들 중 ITS(지능형 교통 시스템)가 설치된 광역시급 지역은 출퇴근시간에 자체적인 교통정보가 방송된다.
그리고 매 주말마다 매 30분에 주말 1분 정보로 날씨와 교통정보가 제공된다. 이 방송은 전국적으로 내보낸다.
2014년 8월 4일 0시를 기점으로 여의도 구 사옥 라디오국에서의 정규방송이 모두 종료되고, 상암동 신 사옥 라디오국에서 정규방송 송출이 시작되었다.
2022년 11월 8일 오전 11시 1분 경에 문화방송 AM 라디오 (중파 900kHz) 방송 송출이 6개월 간 운용휴지에 들어갔으며, 2023년 5월 8일 0시를 기점으로 61년 만에 MBC AM 라디오 방송(중파 900kHz)이 폐지되었다. 그러나 여전히 명칭은 MBC 표준FM이 사용된다.
또, 2025년 7월 7일부터 안녕하세요 이문세입니다가 FM4U로 이동한다.

## 연혁
- 1961년 12월 2일 - 오전 6시, MBC 라디오 방송 개국, ‘다양하고 알찬 방송’ 지향(호출부호 HLKV, 주파수 중파 900kHz, 출력 10kW).[1]
- 1966년 - MBC AM 출력 증강(10kW → 50kW).
- 1987년 11월 20일 - MBC 표준FM(95.9MHz) 시험 방송 개국.
- 1987년 12월 15일 - MBC 표준FM(95.9MHz) 방송 개국 : 더욱 깨끗한 음질과 스테레오 방송으로 보다 넓은 청취자층 확보.[2]
- 1988년 - MBC AM·표준FM 종일 방송 전면 개시.
- 1994년 4월 8일 - AM 송신소를 경기도 광명시 소하동에서 경기도 고양시 능곡동으로 이전.
- 2000년 - MBC 표준FM 전국화.
- 2002년 - 디지털 테이프리스 시스템 전환 완료.
- 2014년 8월 4일 - 여의도 구사옥 라디오국 표준FM 방송 송출 종료, 상암 신사옥 라디오국 표준FM 방송 송출 시작.
- 2017년 9월 4일~11월 19일 - 민노총 소속인 전국언론노동조합 MBC본부(제1노조)의 파업 돌입으로 평일에는 오전 9시부터 오후 6시까지 방송되던 일부 프로그램만 송출되었으며, 주말에는 모든 프로그램이 결방되어 정시 뉴스를 제외한 라디오 음악여행으로 24시간 대체하였다.
- 2017년 11월 20일 - 라디오 정규 방송이 재개되었다.
- 2022년 11월 8일 - MBC AM 900kHz 토당 송신소 AM 라디오 방송이 6개월간 운용 휴지에 들어갔다.
- 2023년 5월 8일 - MBC AM 900kHz 능곡 송신소 AM 라디오 방송이 폐지되었다. FM 방송(95.9MHz)으로 전환되었다.

## 방송 프로그램 편성표
2025년 7월 1일 기준
| 05:00                             | MBC 뉴스                                                                                       | 전국방송          | 전국방송          | 전국방송          | 전국방송          | 전국방송          | 전국방송          | 전국방송          | 전국방송          | 전국방송                       | 전국방송          | 전국방송                           | 전국방송          | 전국방송          | 전국방송          | 전국방송          | 전국방송          |
| 05:05                             | 하루의 시작 정다희입니다                                                                       | 전국방송          | 전국방송          | 전국방송          | 전국방송          | 전국방송          | 전국방송          | 전국방송          | 전국방송          | 전국방송                       | 전국방송          | 전국방송                           | 전국방송          | 전국방송          | 전국방송          | 전국방송          | 전국방송          |
| 06:00                             | MBC 뉴스투데이 1부 수중계 (평일) MBC 뉴스 (주말)                                               | 전국방송          | 전국방송          | 전국방송          | 전국방송          | 전국방송          | 전국방송          | 전국방송          | 전국방송          | 전국방송                       | 전국방송          | 전국방송                           | 전국방송          | 전국방송          | 전국방송          | 전국방송          | 전국방송          |
| 06:30 (월~토) 06:05 (일)          | 아침 & 뉴스 류수민입니다 (평일) 노중훈의 여행의 맛 (토) 라디오 북클럽 고아성입니다 (일)        | 전국방송          | 전국방송          | 전국방송          | 전국방송          | 전국방송          | 전국방송          | 전국방송          | 전국방송          | 전국방송                       | 전국방송          | 전국방송                           | 전국방송          | 전국방송          | 전국방송          | 전국방송          | 전국방송          |
| 07:00                             | MBC 뉴스                                                                                       | 전국방송          | 전국방송          | 전국방송          | 전국방송          | 전국방송          | 전국방송          | 전국방송          | 전국방송          | 전국방송                       | 전국방송          | 전국방송                           | 전국방송          | 전국방송          | 전국방송          | 전국방송          | 전국방송          |
| 07:03, 15:03, 17:03               | 잠깐만                                                                                         | 전국방송          | 전국방송          | 전국방송          | 전국방송          | 전국방송          | 전국방송          | 전국방송          | 전국방송          | 전국방송                       | 전국방송          | 전국방송                           | 전국방송          | 전국방송          | 전국방송          | 전국방송          | 전국방송          |
| 07:05                             | 김종배의 시선집중 (1, 2부) (1, 2부만 전국방송)                                                 | 전국방송          | 전국방송          | 전국방송          | 전국방송          | 전국방송          | 전국방송          | 전국방송          | 전국방송          | 전국방송                       | 전국방송          | 전국방송                           | 전국방송          | 전국방송          | 전국방송          | 전국방송          | 전국방송          |
| 08:00                             | 김종배의 시선집중 (3부) (주말만 전국방송) MBC 뉴스 (주말)                                      | ○                 | ○                 | ○                 | ○                 | ○                 | ○                 | ○                 | ○                 | △(평일 X, 주말 O)              | ○                 | ○                                  | ○                 | ○                 | ○                 | ○                 | ○                 |
| 08:30 (평일) 08:05 (주말)         | 이진우의 손에 잡히는 경제 (평일) 권용주, 김나진의 차카차카 (1, 2부) (일요일만 전국방송) (주말) | ○                 | ○                 | ○                 | ○                 | △(평일 X, 주말 O) | △(평일 X, 주말 O) | ○                 | ○                 | △(월요일 ~ 토요일 X, 일요일 O) | ○                 | △(평일 X, 주말 O, 넷째주 일요일 X) | ○                 | ○                 | ○                 | ○                 | ○                 |
| 09:00                             | MBC 뉴스 (일부 지역 자체방송)                                                                  | ○                 | ○                 | ○                 | ○                 | ○                 | ×                 | ○                 | ×                 | ×                              | ○                 | ○                                  | ○                 | ×                 | ○                 | ○                 | ○                 |
| 09:05                             | 여성시대 양희은, 김일중입니다 (1, 2부)                                                         | 전국방송          | 전국방송          | 전국방송          | 전국방송          | 전국방송          | 전국방송          | 전국방송          | 전국방송          | 전국방송                       | 전국방송          | 전국방송                           | 전국방송          | 전국방송          | 전국방송          | 전국방송          | 전국방송          |
| 10:00                             | MBC 뉴스                                                                                       | 전국방송          | 전국방송          | 전국방송          | 전국방송          | 전국방송          | 전국방송          | 전국방송          | 전국방송          | 전국방송                       | 전국방송          | 전국방송                           | 전국방송          | 전국방송          | 전국방송          | 전국방송          | 전국방송          |
| 10:05                             | 여성시대 양희은, 김일중입니다 (3, 4부)                                                         | 전국방송          | 전국방송          | 전국방송          | 전국방송          | 전국방송          | 전국방송          | 전국방송          | 전국방송          | 전국방송                       | 전국방송          | 전국방송                           | 전국방송          | 전국방송          | 전국방송          | 전국방송          | 전국방송          |
| 11:00                             | MBC 뉴스                                                                                       | 전국방송          | 전국방송          | 전국방송          | 전국방송          | 전국방송          | 전국방송          | 전국방송          | 전국방송          | 전국방송                       | 전국방송          | 전국방송                           | 전국방송          | 전국방송          | 전국방송          | 전국방송          | 전국방송          |
| 11:05                             | 정희원의 라디오 쉼표 (평일) 정치인싸 (주말)                                                    | ○                 | ○                 | ○                 | △(평일 X, 주말 O) | ○                 | ○                 | ○                 | ○                 | ○                              | ○                 | ○                                  | △(평일 X, 주말 O) | ○                 | ○                 | ○                 | ○                 |
| 12:00 12:15 (평일)                | MBC 정오종합뉴스 권역별 뉴스                                                                   | 전국방송          | 전국방송          | 전국방송          | 전국방송          | 전국방송          | 전국방송          | 전국방송          | 전국방송          | 전국방송                       | 전국방송          | 전국방송                           | 전국방송          | 전국방송          | 전국방송          | 전국방송          | 전국방송          |
| 12:00 12:15 (평일)                | MBC 정오종합뉴스 권역별 뉴스                                                                   | 자체방송          |                   |                   |                   |                   |                   |                   |                   |                                |                   |                                    |                   |                   |                   |                   |                   |
| 12:20 (평일) 12:10 (주말, 공휴일) | 손태진의 트로트 라디오 (1, 2부)                                                                | 전국방송          | 전국방송          | 전국방송          | 전국방송          | 전국방송          | 전국방송          | 전국방송          | 전국방송          | 전국방송                       | 전국방송          | 전국방송                           | 전국방송          | 전국방송          | 전국방송          | 전국방송          | 전국방송          |
| 13:00                             | MBC 뉴스                                                                                       | 전국방송          | 전국방송          | 전국방송          | 전국방송          | 전국방송          | 전국방송          | 전국방송          | 전국방송          | 전국방송                       | 전국방송          | 전국방송                           | 전국방송          | 전국방송          | 전국방송          | 전국방송          | 전국방송          |
| 13:05                             | 손태진의 트로트 라디오 (3, 4부)                                                                | 전국방송          | 전국방송          | 전국방송          | 전국방송          | 전국방송          | 전국방송          | 전국방송          | 전국방송          | 전국방송                       | 전국방송          | 전국방송                           | 전국방송          | 전국방송          | 전국방송          | 전국방송          | 전국방송          |
| 13:52                             | 김현우의 손경제 상담소 (주말만 전국방송)                                                       | ○                 | ○                 | ○                 | ○                 | ○                 | ○                 | ○                 | ○                 | ○                              | ○                 | ○                                  | ○                 | △(평일 X, 주말 O) | ○                 | ○                 | ○                 |
| 14:00                             | MBC 뉴스                                                                                       | 전국방송          | 전국방송          | 전국방송          | 전국방송          | 전국방송          | 전국방송          | 전국방송          | 전국방송          | 전국방송                       | 전국방송          | 전국방송                           | 전국방송          | 전국방송          | 전국방송          | 전국방송          | 전국방송          |
| 14:05                             | 박준형, 박영진의 2시만세 (1, 2부)                                                              | ○                 | △(평일 O, 주말 X) | ○                 | △(평일 X 주말 O)  | △(평일 X 주말 O)  | △(평일 X 주말 O)  | △(평일 O, 주말 X) | △(평일 X, 주말 O) | ○                              | △(평일 X 주말 O)  | △(평일 X 주말 O)                   | ○                 | ○                 | △(평일 X, 주말 O) | ×                 | △(평일 X 주말 O)  |
| 15:00                             | MBC 뉴스 (일부 지역 자체방송)                                                                  | ×                 | ×                 | ×                 | ×                 | ×                 | ×                 | ×                 | ×                 | ×                              | ×                 | ×                                  | ○                 | ○                 | ×                 | ×                 | ×                 |
| 15:05                             | 박준형, 박영진의 2시만세 (3, 4부)                                                              | ○                 | △(평일 O, 주말 X) | ○                 | △(평일 X, 주말 O) | △(평일 X, 주말 O) | △(평일 X, 주말 O) | △(평일 O, 주말 X) | △(평일 X, 주말 O) | ×                              | △(평일 X 주말 O)  | ○                                  | ○                 | △(평일 X, 주말 O) | △(평일 X, 주말 O) | ×                 | △(평일 X 주말 O)  |
| 16:00                             | MBC 뉴스                                                                                       | 전국방송          | 전국방송          | 전국방송          | 전국방송          | 전국방송          | 전국방송          | 전국방송          | 전국방송          | 전국방송                       | 전국방송          | 전국방송                           | 전국방송          | 전국방송          | 전국방송          | 전국방송          | 전국방송          |
| 16:05                             | 정선희, 문천식의 지금은 라디오 시대 (1, 2부)                                                   | 전국방송          | 전국방송          | 전국방송          | 전국방송          | 전국방송          | 전국방송          | 전국방송          | 전국방송          | 전국방송                       | 전국방송          | 전국방송                           | 전국방송          | 전국방송          | 전국방송          | 전국방송          | 전국방송          |
| 17:00                             | MBC 뉴스 (일부 지역 자체방송)                                                                  | ×                 | ×                 | ○                 | ○                 | ×                 | ○                 | ×                 | ×                 | ×                              | ○                 | ×                                  | ×                 | ○                 | ×                 | ×                 | ×                 |
| 17:05                             | 정선희, 문천식의 지금은 라디오 시대 (3, 4부)                                                   | 전국방송          | 전국방송          | 전국방송          | 전국방송          | 전국방송          | 전국방송          | 전국방송          | 전국방송          | 전국방송                       | 전국방송          | 전국방송                           | 전국방송          | 전국방송          | 전국방송          | 전국방송          | 전국방송          |
| 18:00                             | MBC 뉴스 (일부 지역 자체방송)                                                                  | x                 | x                 | x                 | x                 | x                 | x                 | x                 | x                 | x                              | x                 | △                                  | ×                 | △                 | ×                 | ×                 | ×                 |
| 18:05                             | 뉴스 하이킥 (평일 : 권순표 / 주말 : 김치형) (주말만 전국방송) (1, 2부)                         | △(평일 X, 주말 O) | △(평일 X, 주말 O) | △(평일 X, 주말 O) | ○                 | ○                 | ○                 | △(평일 X, 주말 O) | △(평일 X, 주말 O) | △(평일 X, 주말 O)              | △(평일 X, 주말 O) | ○                                  | ○                 | △(평일 X, 주말 O) | ○                 | △(평일 X, 주말 O) | △(평일 X, 주말 O) |
| 19:00                             | MBC 저녁앤뉴스 (평일) MBC 뉴스 (주말)                                                          | 전국방송          | 전국방송          | 전국방송          | 전국방송          | 전국방송          | 전국방송          | 전국방송          | 전국방송          | 전국방송                       | 전국방송          | 전국방송                           | 전국방송          | 전국방송          | 전국방송          | 전국방송          | 전국방송          |
| 19:10                             | 뉴스 하이킥 (평일 : 권순표 / 주말 : 김치형) (3, 4부)                                           | 전국방송          | 전국방송          | 전국방송          | 전국방송          | 전국방송          | 전국방송          | 전국방송          | 전국방송          | 전국방송                       | 전국방송          | 전국방송                           | 전국방송          | 전국방송          | 전국방송          | 전국방송          | 전국방송          |
| 20:00                             | MBC 뉴스                                                                                       | 전국방송          | 전국방송          | 전국방송          | 전국방송          | 전국방송          | 전국방송          | 전국방송          | 전국방송          | 전국방송                       | 전국방송          | 전국방송                           | 전국방송          | 전국방송          | 전국방송          | 전국방송          | 전국방송          |
| 20:05                             | 박정호의 손에 잡히는 경제 플러스                                                               | 전국방송          | 전국방송          | 전국방송          | 전국방송          | 전국방송          | 전국방송          | 전국방송          | 전국방송          | 전국방송                       | 전국방송          | 전국방송                           | 전국방송          | 전국방송          | 전국방송          | 전국방송          | 전국방송          |
| 21:00                             | MBC 뉴스 (일부 지역 자체방송)                                                                  | ○                 | ○                 | ○                 | ○                 | ○                 | ○                 | ○                 | ○                 | ○                              | ×                 | ○                                  | ○                 | ○                 | ○                 | ○                 | ○                 |
| 21:05                             | 이재은의 아이러브 스포츠                                                                       | 전국방송          | 전국방송          | 전국방송          | 전국방송          | 전국방송          | 전국방송          | 전국방송          | 전국방송          | 전국방송                       | 전국방송          | 전국방송                           | 전국방송          | 전국방송          | 전국방송          | 전국방송          | 전국방송          |
| 22:00                             | MBC 뉴스 (밤 10시 안동만 일부 지역 자체방송)                                                   | ○                 | ○                 | ○                 | ○                 | ○                 | ○                 | ×                 | ○                 | ○                              | ○                 | ○                                  | ○                 | ○                 | ○                 | ○                 | ○                 |
| 22:05                             | 김현철의 디스크쇼 (1, 2부)                                                                     | 전국방송          | 전국방송          | 전국방송          | 전국방송          | 전국방송          | 전국방송          | 전국방송          | 전국방송          | 전국방송                       | 전국방송          | 전국방송                           | 전국방송          | 전국방송          | 전국방송          | 전국방송          | 전국방송          |
| 23:00                             | MBC 뉴스                                                                                       | 전국방송          | 전국방송          | 전국방송          | 전국방송          | 전국방송          | 전국방송          | 전국방송          | 전국방송          | 전국방송                       | 전국방송          | 전국방송                           | 전국방송          | 전국방송          | 전국방송          | 전국방송          | 전국방송          |
| 23:05                             | 김현철의 디스크쇼 (3, 4부)                                                                     | 전국방송          | 전국방송          | 전국방송          | 전국방송          | 전국방송          | 전국방송          | 전국방송          | 전국방송          | 전국방송                       | 전국방송          | 전국방송                           | 전국방송          | 전국방송          | 전국방송          | 전국방송          | 전국방송          |
| 00:00                             | 신혜림의 골든디스크                                                                            | 전국방송          | 전국방송          | 전국방송          | 전국방송          | 전국방송          | 전국방송          | 전국방송          | 전국방송          | 전국방송                       | 전국방송          | 전국방송                           | 전국방송          | 전국방송          | 전국방송          | 전국방송          | 전국방송          |
| 01:00                             | 낭만가요                                                                                       | 전국방송          | 전국방송          | 전국방송          | 전국방송          | 전국방송          | 전국방송          | 전국방송          | 전국방송          | 전국방송                       | 전국방송          | 전국방송                           | 전국방송          | 전국방송          | 전국방송          | 전국방송          | 전국방송          |
| 03:00                             | 가요 1999                                                                                      | 전국방송          | 전국방송          | 전국방송          | 전국방송          | 전국방송          | 전국방송          | 전국방송          | 전국방송          | 전국방송                       | 전국방송          | 전국방송                           | 전국방송          | 전국방송          | 전국방송          | 전국방송          | 전국방송          |
| 04:55                             | 오늘의 문화방송                                                                                | 전국방송          | 전국방송          | 전국방송          | 전국방송          | 전국방송          | 전국방송          | 전국방송          | 전국방송          | 전국방송                       | 전국방송          | 전국방송                           | 전국방송          | 전국방송          | 전국방송          | 전국방송          | 전국방송          |

## 방송 시간
| 채널명     | 연도       | 방송 시작 시간 | 방송 종료 시간 | 비고     |
| ---------- | ---------- | -------------- | -------------- | -------- |
| MBC 라디오 | 1961년     | 06:00          | 00:00          | 3회 방송 |
| MBC 라디오 | 1963년     | 05:00          | 00:00          |          |
| MBC 라디오 | 1966년 5월 | 05:00          | 01:00          |          |
| MBC 라디오 | 1970년     | 05:00          | 02:00          |          |
| MBC 표준FM | 1988년     | 05:00          | 05:00          |          |

## 특집 프로그램

### 우린 명절이 좋다!
MBC 표준FM의 명절 특집 생방송 프로그램이다. 매년 명절 연휴 첫 날과 둘째 날 제외을 하고 마지막 날에 방송되며 교통정보를 제공한다.

## 역대 DJ

### 현재 진행하는 DJ들
| 진행자 | 현재 진행 프로그램                  | 이전 진행 프로그램 |
| ------ | ----------------------------------- | --- |
| 정다희 | 하루의 시작 정다희입니다            | |
| 류수민 | 아침 & 뉴스 류수민입니다 (평일)     | 세상을 여는 아침, 아침을 달린다, 휴먼라디오, 우리, 이 사람이 사는 세상 |
| 노중훈 | 노중훈의 여행의 맛 (토)             | |
| 고아성 | 라디오 북클럽 고아성입니다 (일)     | |
| 김종배 | 김종배의 시선집중                   | 색다른 시선 김종배입니다 (TBS) |
| 이진우 | 이진우의 손에 잡히는 경제 (평일)    | 이진우의 손에 잡히는 경제 플러스 |
| 권용주 | 권용주, 김나진의 차카차카 (주말)    | |
| 김나진 | 권용주, 김나진의 차카차카 (주말)    | |
| 양희은 | 여성시대 양희은, 김일중입니다       | |
| 김일중 | 여성시대 양희은, 김일중입니다       | 김일중의 정오의 희망곡 (춘천MBC FM4U), MBC 3시 뉴스 (춘천MBC 표준FM), MBC 5시 뉴스 (춘천MBC 표준FM), MBC 저녁종합뉴스 (춘천MBC 표준FM), 김지영, 김일중의 좋아 좋아 (SBS 러브FM), 김지선, 김일중의 세상을 만나자 (SBS 러브FM) |
| 정희원 | 정희원의 라디오 쉼표 (평일)         | |
| 이선영 | 정치인싸 (주말)                     | |
| 김현우 | 김현우의 손경제 상담소              | |
| 손태진 | 손태진의 트로트 라디오              | |
| 박준형 | 박준형, 박영진의 2시만세            | 생방송 좋은 주말 박준형, 유채영입니다, 박준형의 네시엔 (KBS 해피FM), 박준형, 심현섭의 신나는 오후 4시 (KBS 해피FM), 박준형의 해피타임 (경기방송)                                                                             |
| 박영진 | 박준형, 박영진의 2시만세            | 박영진, 박지선의 명랑특급 (SBS 러브FM) |
| 정선희 | 정선희, 문천식의 지금은 라디오 시대 | 정오의 희망곡 (FM4U), 정선희의 러브FM (SBS 러브FM), 오늘 같은 밤 (SBS 파워FM) |
| 문천식 | 정선희, 문천식의 지금은 라디오 시대 | |
| 권순표 | 뉴스 하이킥 (평일 진행)             | MBC 뉴스포커스 |
| 김치형 | 뉴스 하이킥 (주말 진행)             | |
| 박정호 | 박정호의 손에 잡히는 경제 플러스    | |
| 이재은 | 이재은의 아이러브 스포츠            | 세상을 여는 아침 (FM4U) |
| 김현철 | 김현철의 디스크쇼                   | 원더풀 라디오 김현철입니다, 밤의 디스크쇼 (FM), 오후의 발견 (FM4U), FM 골든디스크 (FM4U) |
| 신혜림 | 신혜림의 골든디스크                 | 신혜림의 JUST POP (FM4U) |

### 과거 진행했던 DJ들
- 故 허참 - 싱글벙글쇼
- 故 이종환 - 별이 빛나는 밤에, 여성살롱, 밤으로의 초대, 지금은 라디오 시대
- 황인용 - 100분 쇼
- 신영훈 - 한국재발견 신영훈의 국토기행
- 홍사덕 - 라디오 칼럼
- 임국희 - 여성살롱
- 김동엽 - 홈런출발
- 신해철 - 우리는 하이틴, 고스트네이션
- 윤종신 - 우리는 하이틴
- 이윤석 - 좋은 주말, 주말하이킥 이윤석입니다, 싱글벙글쇼
- 신지 - 싱글벙글쇼
- 이수만 - 별이 빛나는 밤에, 즐거운 오후 2시
- 왕수현 - 즐거운 오후 2시
- 손창호 - 즐거운 오후 2시, 100분 쇼
- 고영수 - 즐거운 오후 2시
- 서수남 - 230 스튜디오
- 김인숙 - 230 스튜디오
- 이주일 - 싱글벙글쇼
- 진미령 - 싱글벙글쇼, 즐거운 오후 2시
- 이덕화 - 여성살롱
- 변웅전 - 여성시대
- 봉두완 - 여성시대
- 이효춘 - 여성시대
- 서경석 - 여성시대
- 서유석 - 푸른 신호등
- 김방희 - 손에 잡히는 경제
- 엄길청 - 손에 잡히는 경제
- 유종일 - 손에 잡히는 경제
- 홍종학 - 손에 잡히는 경제
- 김광수 - 손에 잡히는 경제
- 손숙 - 여성시대
- 김승현 - 100분 쇼, 여성시대
- 주병진 - 100분 쇼
- 서세원 - 100분 쇼, 별이 빛나는 밤에
- 노사연 - 100분 쇼, 특급작전, 즐거운 오후 2시, 두시만세
- 박명수 - 전국 퀴즈 열전, 특급작전
- 신동엽 - 내일로 가는 밤
- 최할리 - 내일로 가는 밤
- 김창완 - 추억의 팝송, 내일로 가는 밤
- 이주연 - 새벽이 아름다운 이유
- 이택림 - 즐거운 오후 2시
- 김나운 - 즐거운 오후 2시
- 김혜림 - 즐거운 오후 2시
- 윤다훈 - 라디오 섹션
- 정한용 - 여성시대
- 전유성 - 특급작전, 여성시대, 지금은 라디오 시대
- 정원관 - 특급작전, 라디오 컴퓨터쇼
- 이윤철 - 지금은 라디오 시대
- 이무송 - 특급작전
- 박미선 - 특급작전
- 정선희 - 특급작전
- 이상운 - 특급작전
- 금보라 - 특급작전
- 이적 - 별이 빛나는 밤에
- 이휘재 - 별이 빛나는 밤에
- 정성화 - 별이 빛나는 밤에
- 송승환 - 여성시대
- 강석우 - 여성시대
- 지상렬 - 두시만세
- 김한길 - MBC 초대석
- 오숙희 - MBC 초대석
- 한선교 - MBC 초대석
- 안정효 - MBC 초대석
- 박경재 - 라디오 진단, MBC 초대석
- 유시민 - MBC 초대석
- 이득렬 - MBC 초대석
- 차인태 - MBC 초대석
- 장원재 - MBC 초대석, 라디오 북클럽
- 심수봉 - 트로트 가요 앨범
- 이홍렬 - 전국 퀴즈 열전
- 김보화 - 노래세상
- 이경애 - 노래세상
- 이주노 - 뮤직 토크
- 김채연 - 뮤직 토크
- 최윤영 - 프리스테이션
- 손정은 - 손정은의 영화는 영화다, 보고 싶은 밤 손정은입니다, 새벽이 아름다운 이유
- 최현정 - 프리스테이션, 여행스케치, 세계도시여행
- 이진 - 건강한 아침 이진입니다, 세계도시여행
- 강영은 - 건강한 아침, 아침을 달린다
- 류수민 - 건강한 아침, 아침을 달린다
- 배현진 - 세계도시여행
- 김나진 - 세계도시여행
- 홍기빈 - 손에 잡히는 경제
- 이수영 - 감성시대
- 최정원 - 감성시대
- 故이언 - 심심타파
- 김신영 - 심심타파
- 이외수 - 이외수의 언중유쾌
- 장진 - 라디오 북클럽
- 김흥국 - 특급작전, 두시만세
- 김미화 - 세계는 그리고 우리는
- 배유정 - 세계는 그리고 우리는 (주말 진행)
- 김미진 - 세계는 그리고 우리는 (주말 진행)
- 박희진 - 별이 빛나는 밤에
- 옥주현 - 별이 빛나는 밤에
- 박경림 - 심심타파, 별이 빛나는 밤에
- 윤하 - 별이 빛나는 밤에
- 허경환 - 별이 빛나는 밤에
- 박규리 - 심심타파
- 박혜진 - 박혜진의 영화는 영화다, 박혜진이 만난 사람, 모두가 사랑이예요
- 김지은 - 새벽이 아름다운 이유, 라디오 북클럽 김지은입니다
- 방현주 - 라디오 북클럽 방현주입니다
- 김어준 - 김어준의 색다른 상담소
- 최명길 - 최명길의 세계는 그리고 우리는
- 김창옥 - 김창옥의 세계는 그리고 우리는
- 왕상한 - 왕상한의 세계는 우리는
- 신재용 - 라디오 동의보감
- 최혁용 - 라디오 동의보감
- 이재성 - 라디오 동의보감
- 김용석 - 라디오 동의보감
- 유태우 - 라디오 닥터스
- 박민선 - 라디오 닥터스
- 정재승 - 도전무한지식
- 정윤수 - 도전무한지식, 라디오 북클럽
- 배칠수 - 배한성, 배칠수의 고전열전
- 손석희 - 손석희의 시선집중
- 원미연 - 두시만세
- 김경식 - 두시만세, 생방송 좋은 주말 김경식 김경아입니다
- 김경아 - 생방송 좋은 주말 김경식 김경아입니다
- 이유진 - 두시만세, 생방송 좋은 주말 윤정수, 이유진입니다
- 성경섭 - 성경섭이 만난 사람, 주말 와이드 성경섭입니다, 성경섭의 뉴스터치
- 서천석 - 서천석의 마음연구소
- 배한성 - 배한성, 배칠수의 고전열전
- 양지운 - 홈런출발
- 남궁윤 - 홈런출발
- 유강진 - 홈런출발, 한국경제 오디세이
- 박일 - 싱글벙글쇼
- 송도순 - 싱글벙글쇼
- 신동 - 신동의 심심타파
- 故유채영 - 생방송 좋은 주말 김경식, 유채영입니다
- 최상일 - 한국민요대전, 민속기행, 샘 깊은 물
- 하지은 - 샘 깊은 물
- 차미연 - 세계도시여행, 손에 잡히는 경제
- 홍순협 - 홍순협의 생활법률
- 백윤재 - 백윤재의 생활법률
- 조상희 - 조상희의 생활법률
- 금태섭 - 생활법률 금태섭입니다
- 김미정 - 새벽은 아름다워
- 김수정 - 전국 퀴즈 열전
- 변창립 - 변창립의 세상속으로, 시선집중
- 오지혜 - 문화야 놀자
- 김종성 - 격동 30년, 격동 50년
- 원호섭 - 격동 50년
- 하정훈 - 우리아이 119
- 故남경태 - 타박타박 세계사
- 이동진 - 문화야 놀자, 이동진의 꿈꾸는 다락방
- 정준영 - 정준영의 심심타파
- 강다솜 - 라디오 매거진 톡, 잠 못 드는 이유 강다솜입니다
- 김소영 - 라디오 북클럽, 잠 못 드는 이유 김소영입니다, 영화음악, 비포 선라이즈
- 김범도 - 새벽다방
- 하지은 - 샘 깊은 물, 라디오 북클럽
- 윤대현 - 윤대현의 마음연구소
- 최양락 - 재미있는 라디오
- 윤정수 - 두시만세, 생방송 좋은 주말 윤정수 이유진입니다, 생방송 좋은 주말 윤정수, 신봉선입니다
- 백지영 - 별이 빛나는 밤에
- 조영남 - 지금은 라디오 시대, 별이 빛나는 밤에
- 김상철 - MBC 뉴스와 경제, 세계는 우리는
- 박수홍 - 지금은 라디오 시대
- 최유라 - 깊은 밤 짧은 얘기, 100분 쇼, 지금은 라디오 시대
- 박정아 - 별이 빛나는 밤에, 달빛낙원
- 신봉선 - 좋은 주말 이윤석 신봉선입니다
- 이재용 - 지금은 라디오 시대, 그건 이렇습니다 이재용입니다
- 임현주 - 휴먼라디오, 우리, 이 사람이 사는 세상
- 신동호 - 신동호의 시선집중
- 김완태 - 그건 이렇습니다 김완태입니다
- 강타 - 별이 빛나는 밤에
- 전종환 - 그건 이렇습니다 전종환입니다
- 오승훈 - 그건 이렇습니다 오승훈입니다
- 이범 - 이범의 시선집중
- 심인보 - 심인보의 시선집중
- 김성경 - 아침 & 뉴스
- 최욱 - 에헤라디오
- 안영미 - 에헤라디오
- 백영옥 - 라디오 디톡스 백영옥입니다, 라디오 북클럽
- 강응천 - 타박타박 역사기행
- 윤택 - 에헤라디오
- 강석 - 싱글벙글쇼
- 김혜영 - 싱글벙글쇼
- 정준하 - 싱글벙글쇼
- 산들 - 별이 빛나는 밤에
- 이승원 - 세계는 그리고 우리는
- 서은광 - 아이돌 라디오
- 정일훈 - 아이돌 라디오
- 영재, 영케이 - 아이돌 라디오
- 김태원 - 원더풀 라디오
- 전영미 - 좋은 주말
- 장승민 PD - 아이돌 스테이션
- 이진 - 건강한 아침 이진입니다
- 황선숙 - 건강한 아침 황선숙입니다, MBC 뉴스포커스
- 조정선 - 조PD의 새벽다방, 조PD의 비틀즈라디오
- 서유리 - 모두의 퀴즈생활 서유리입니다
- 배기성 - 싱글벙글쇼
- 강수지 - 원더풀 라디오
- 심용환 - 타박타박 세계사
- 임진모 - 유행가, 시대를 노래하다
- 이석훈 - 원더풀 라디오
- 정경미 - 두시만세
- 주헌, 형원 -  아이돌 라디오 시즌 2
- 표창원 - 뉴스 하이킥
- 신장식 - 뉴스 하이킥 (평일 진행)
- 허일후 - 싱글벙글쇼, 정치인싸
- 서인 - 서인의 심야다방, 정치인싸, 휴먼라디오, 우리, 좋은 하루 서인입니다, 왁자지껄 서인입니다, 아이러브 스포츠, 새벽다방
- 김수지 - 아이돌 스테이션, MBC 저녁앤뉴스
- 김이나 - 김이나의 밤편지, 별이 빛나는 밤에[4]
- 김겨울 - 라디오 북클럽
- 배순탁 - B side
- 김초롱 - 건강한 아침 김초롱입니다
- 정영한 - 정영한의 플레이볼
- 이문세 - 별이 빛나는 밤에, 가요데이트, 안녕하세요 이문세입니다[5]

### 종영 프로그램
- 라디오 진단
- 라디오 전국통신
- 푸른신호등
- 국악으로 여는 아침
- 남북한마당
- 오늘이 밝았습니다
- 세계로 가는 아침
- 일찍 일어나면 오늘이 즐겁습니다
- 싱싱한 아침세상
- 전국 퀴즈열전
- 트로트 가요앨범
- 즐거운 오후 2시
- 한국민요대전
- 성경섭의 뉴스터치
- 특급작전
- 세계는 지금
- 심심타파
- 최양락의 재미있는 라디오
- 밤으로의 초대
- 홍순협의 생활법률
- 백윤재의 생활법률
- 조상희의 생활법률
- 생활법률 금태섭입니다
- 최재혁이 여는 아침
- 김태희가 여는 아침
- 윤다훈의 라디오 섹션
- MBC 초대석
- 변창립의 세상 속으로
- 문화야 놀자
- 박혜진이 만난 사람
- 성경섭이 만난 사람
- 이재용이 만난 사람
- 격동 30년
- 격동 50년
- 배한성 배칠수의 고전열전
- 하정훈의 우리아이 119 (2018년 10월 8일 ~ 2019년 3월 29일)
- 라디오 동의보감
- 라디오 닥터스
- 마음연구소
- 도전무한지식
- 우리들의 합창
- 우리의 국군
- 우리는 하이틴
- 다큐현장드라마
- 날씨와 생활
- 오늘의 스포츠
- 아이러브 스포츠
- 박정아의 달빛낙원
- 세계도시여행
- 최할리의 내일로 가는 밤
- 신동엽의 내일로 가는 밤
- 김창완의 내일로 가는 밤
- 김창완의 두번째 초대
- 김상호의 모두가 사랑이에요
- 박혜진의 모두가 사랑이에요
- 김경화의 모두가 사랑이에요
- 신동진의 모두가 사랑이예요
- 음악에세이 차미연입니다
- 새벽이 아름다운 이유
- 부부
- MBC 가요쇼
- 꽃님이네집
- 아침을 연다
- 서울패트롤
- 라디오칼럼
- 청소년극장
- 가요응접실
- 해야 솟아라
- 두고 온 산하
- 젊음의 합창
- 주병진, 노사연의 100분쇼
- 서세원, 최유라의 100분쇼
- 황인용, 최유라의 100분쇼
- 전국스튜디오
- MBC 가요스포츠
- 전국패트롤
- 더불어 사는 사회를 위한기획드라마-이웃
- 0시의 응접실
- 현장르포 마이크출동
- 언제나 마음은 하나
- 인물평전 남기고 싶은 이야기
- 5분경제
- MBC 환경리포트
- 5분과학
- 남자가 사는 이야기
- 한국민요대전
- 깊은밤 짦은 이야기
- 서을은 지금
- 바구니경제
- 신인가수무대
- 남자속의 여자
- 5분법률
- 테마 DJ 부부
- MBC 가요콘서트
- 세월따라 노래따라
- 2시의 인기가요
- 남과북
- 일요특별기획
- 밤으로의 초대
- 역사 속의 함마디
- 정상에서 만납시다
- PD 일요스페셜
- 독서와의 인생
- 이홍렬의 지금은 가정시대
- 시민광장
- 이제는 달라져야 합니다
- 날씨와 생활
- 김동수의 미니여성강좌
- 홈런광장
- 생방송 라디오 컴퓨터쇼
- 김보화의 노래세상
- 이경애의 노래세상
- 이경애, 이정일의 노래세상
- MBC 교통정보센터
- MBC 논평
- 조화유의 이것이 세계영어
- 세계인이 됩시다
- 세계로 50년 미래로 50년
- 신영훈의 역사기행
- 새벽은 아름다워
- 젊음은 가슴마다
- 젊음의 찬가 김자옥입니다
- 샘 깊은 물
- 최상일의 민속기행
- 라디오 쟁점토론
- 이 사람이 사는 세상 (2014년 4월 14일 ~ 2017년 6월 23일)
- 아껴주는 마음 아름다운 사회
- 우리들은 새싹들이다
- 라디오 매거진 톡 (2013년 9월 7일 ~ 2017년 6월 24일)
- 그건 이렇습니다 (2014년 4월 14일 ~ 2018년 10월 7일)
- 라디오 디톡스 백영옥입니다 (2017년 4월 3일 ~ 2018년 10월 7일)
- 잠 못 드는 이유 김소영입니다 (2014년 11월 17일 ~ 2015년 11월 15일)
- 잠 못 드는 이유 강다솜입니다 (2015년 11월 16일 ~ 2019년 3월 31일)
- 한국경제 오디세이 (2017년 7월 1일 ~ 2018년 11월 3일)
- 타박타박 역사기행 (2014년 11월 23일 ~ 2019년 3월 31일)
- 주말 와이드 성경섭입니다 (2011년 5월 14일 ~ 2011년 10월 23일)
- 만화열전
- 화제집중 전화를 받습니다
- 홈런출발
- MBC 뉴스의 광장
- MBC 아침종합뉴스
- MBC 뉴스와 경제
- MBC 2시의 취재현장
- MBC 저녁종합뉴스
- MBC 뉴스포커스
- MBC 라디오 뉴스데스크
- MBC 뉴스데스크 (TV 수중계)
- 영화는 영화다 (2013년 3월 25일 ~ 2013년 9월 1일)
- 에헤라디오 (2018년 2월 5일 ~ 2020년 5월 8일)
- 밤편지 (2019년 4월 1일 ~ 2020년 5월 10일)
- 비틀즈 라디오 (2018년 4월 9일 ~ 2020년 5월 10일)
- 세계는 그리고 우리는 (2003년 10월 20일 ~ 2020년 8월 14일)
- 좋은 주말 (2011년 10월 29일 ~ 2020년 11월 15일)
- 책을 듣다 (2019년 10월 5일 ~ 2020년 11월 15일)
- 레트로팝스 (2020년 5월 11일 ~ 2020년 11월 15일)
- 새벽다방 (2010년 5월 10일 ~ 2011년 10월 24일, 2012년 1월 2일 ~ 2013년 3월 24일, 2013년 9월 3일 ~ 2020년 11월 15일)
- 아이돌 라디오
- 모두의 퀴즈생활 서유리입니다 (2018년 10월 8일 ~ 2021년 3월 26일)
- 타박타박 세계사 (2006년 11월 5일 ~ 2021년 9월 26일)
- 유행가, 시대를 노래하다 (2021년 1월 1일 ~ 2021년 12월 31일)
- 주말하이킥 이윤석입니다 (2020년 11월 21일 ~ 2022년 9월 25일)
- 주말엔 나비인가봐 (2020년 11월 21일 ~ 2022년 9월 25일)
- 원더풀 라디오 (2016년 5월 30일 ~ 2018년 2월 2일, 2022년 3월 28일 ~ 2023년 11월 19일)
- 심야다방 (2020년 11월 16일 ~ 2023년 11월 19일)
- 아이돌 스테이션 (2020년 8월 23일 ~ 2023년 11월 17일)
- 싱글벙글쇼
- 별이 빛나는 밤에 (2023년 11월 20일부터 FM4U로 이동)
- B side (2020년 11월 16일 ~ 2024년 6월 2일)
- 건강한 아침 이진입니다
- 건강한 아침 김초롱입니다
- 정영한의 플레이볼 (2023년 11월 20일 ~ 2025년 3월 2일)
- 안녕하세요 이문세입니다 (2025년 7월 7일부터 FM4U로 이동)
- 라디오 문화센터 (2025년 6월 9일 ~ 2025년 6월 30일)

## 주파수
| 방송국       | 호출부호        | 송신소명        | 주파수      | 출력                         | 송신소 위치                                    |
| ------------ | --------------- | --------------- | ----------- | ---------------------------- | ---------------------------------------------- |
| 문화방송     | HLKV-SFM        | 관악산 송신소   | FM 95.9MHz  | 10kW                         | 경기도 안양시 동안구 비산동 산3-1              |
| 문화방송     | HLKV-SFM        | 동두천 중계소   | FM 104.1MHz | 0.1kW                        | 경기도 동두천시 생연동 산43-4                  |
| 춘천문화방송 | HLAN-SFM        | 대룡산 송신소   | FM 92.3MHz  | 3kW                          | 강원특별자치도 춘천시 동내면 고은리 산1-2      |
| 춘천문화방송 | HLAN-SFM        | 대암산 중계소   | FM 88.9MHz  | 0.5kW                        | 강원특별자치도 인제군 서화면 서흥리 산170      |
| 춘천문화방송 | HLAN-SFM        | 철원 중계소     | FM 88.9MHz  | 0.09㎾                       | 강원특별자치도 철원군 갈말읍 내대리 산12-1     |
| 원주문화방송 | HLSB-SFM        | 백운산 송신소   | FM 92.7MHz  | 1kW                          | 강원특별자치도 원주시 판부면 서곡리 산166      |
| 원주문화방송 | HLSB-SFM        | 국지산 중계소   | FM 92.7MHz  | 0.09kW                       | 강원특별자치도 영월군 영월읍 팔괴리 산237      |
| 원주문화방송 | HLSB-SFM        | 태기산 중계소   | FM 102.5MHz | 1kW                          | 강원특별자치도 횡성군 둔내면 태기리 산1-5      |
| 원주문화방송 | HLSB-SFM        | 노성산 중계소   | FM 102.5MHz | 0.05kW                       | 강원특별자치도 평창군 평창읍 하리 산3-5        |
| MBC강원영동  | HLAF (강릉)     | 경포 송신소     | AM 1287kHz  | 10kW                         | 강원특별자치도 강릉시 운정동 585               |
| MBC강원영동  | HLAF-SFM        | 괘방산 송신소   | FM 96.3MHz  | 3kW                          | 강원특별자치도 강릉시 강동면 정동진리 산19-1   |
| MBC강원영동  | HLAF-SFM        | 양양 중계소     | FM 100.7MHz | 0.09kW                       | 강원특별자치도 양양군 손양면 상왕도리 산158-4  |
| MBC강원영동  | HLAF-SFM        | 오봉산 중계소   | FM 99.7MHz  | 0.1kW                        | 강원특별자치도 고성군 죽왕면 오봉리 산56-1     |
| MBC강원영동  | HLAQ-SFM        | 초록봉 송신소   | FM 93.1MHz  | 3kW                          | 강원특별자치도 동해시 비천동 산243-2           |
| MBC강원영동  | HLAQ-SFM        | 함백산 중계소   | FM 101.5MHz | 1kW                          | 강원특별자치도 태백시 상장동 산176-1           |
| 대전문화방송 | HLCQ-SFM        | 식장산 송신소   | FM 92.5MHz  | 3kW                          | 대전광역시 동구 세천동 산603-1                 |
| 대전문화방송 | HLCQ-SFM        | 천안 중계소     | FM 92.5MHz  | 0.01kW                       | 충청남도 천안시 서북구 성정2동 1486 롯데마트   |
| 대전문화방송 | HLCQ-SFM        | 원효봉 중계소   | FM 91.3MHz  | 0.5kW                        | 충청남도 서산시 해미면 산수리 산25-1 가야산    |
| 대전문화방송 | HLCQ-SFM        | 옥마산 중계소   | FM 93.7MHz  | 0.1kW                        | 충청남도 보령시 성주면 개화리 산23-4           |
| MBC충북      | HLAX-SFM (청주) | 우암산 송신소   | FM 107.1MHz | 1kW                          | 충청북도 청주시 상당구 수동 산2-1              |
| MBC충북      | HLAX-SFM (청주) | 금적산 중계소   | FM 96.3MHz  | 0.5kW                        | 충청북도 옥천군 안내면 오덕리 산1-1            |
| MBC충북      | HLAO-SFM (충주) | 가엽산 송신소   | FM 96.1MHz  | 1kW                          | 충청북도 음성군 음성읍 용산리 산11-4           |
| MBC충북      | HLAO-SFM (충주) | 용두산 중계소   | FM 94.7MHz  | 0.5kW                        | 충청북도 제천시 신월동 산39-30                 |
| MBC충북      | HLAO-SFM (충주) | 금수산 중계소   | FM 94.1MHz  | 0.5kW                        | 충청북도 단양군 적성면 상리 산86-2             |
| 전주문화방송 | HLCX            | 이서 송신소     | AM 855kHz   | 10kW                         | 전북특별자치도 완주군 이서면 은교리 산204-1    |
| 전주문화방송 | HLCX-SFM        | 모악산 송신소   | FM 94.3MHz  | 4kW                          | 전북특별자치도 김제시 금산면 금산리 산1        |
| 전주문화방송 | HLCX-SFM        | 노고단 중계소   | FM 101.7MHz | 3kW                          | 전라남도 구례군 산동면 좌사리 산110-2          |
| 광주문화방송 | HLCN            | 비아 송신소     | AM 819kHz   | 20kW                         | 광주광역시 광산구 월계동 286                   |
| 광주문화방송 | HLCN-SFM        | 무등산 송신소   | FM 93.9MHz  | 5kW                          | 광주광역시 북구 금곡동 산1-1                   |
| 광주문화방송 | HLCN-SFM        | 영광 중계소     | FM 101.9MHz | 0.01kW                       | 전라남도 영광군 영광읍 도동리 산1-1 물퇴봉     |
| 목포문화방송 | HLAM-SFM        | 대둔산 송신소   | FM 89.1MHz  | 2kW                          | 전라남도 해남군 현산면 황산리 산1-16           |
| 여수문화방송 | HLAT-SFM        | 남산 송신소     | FM 100.3MHz | 1kW                          | 전라남도 순천시 인제동 산42-2                  |
| 여수문화방송 | HLAT-SFM        | 구봉산 중계소   | FM 107.1MHz | 0.1kW                        | 전라남도 여수시 국동 산 17-1                   |
| 여수문화방송 | HLAT-SFM        | 망운산 중계소   | FM 101.3MHz | 0.1kW                        | 경상남도 남해군 서면 연죽리 산38               |
| 대구문화방송 | HLCT-SFM        | 팔공산 송신소   | FM 96.5MHz  | 5kW                          | 경상북도 영천시 신녕면 치산리 산141-5          |
| 대구문화방송 | HLCT-SFM        | 와룡산 중계소   | FM 100.3MHz | 0.1kW                        | 대구광역시 달성군 다사읍 방천리 산93-4         |
| 대구문화방송 | HLCT-SFM        | 김천 중계소     | FM 98.7MHz  | 0.1kW                        | 경상북도 김천시 신음동 산101-8 달봉산          |
| 안동문화방송 | HLAW-SFM        | 학가산 송신소   | FM 100.1MHz | 1kW                          | 경상북도 안동시 북후면 신전리 산69             |
| 포항문화방송 | HLAV-SFM        | 도음산 송신소   | FM 100.7MHz | 3kW                          | 경상북도 포항시 북구 흥해읍 대련리 1104-1      |
| 포항문화방송 | HLAV-SFM        | 삼각산 중계소   | FM 98.5MHz  | 0.25kW                       | 경상북도 울릉군 울릉읍 사동리 산29-1           |
| 포항문화방송 | HLAV-SFM        | 현종산 중계소   | FM 102.7MHz | 1kW                          | 경상북도 울진군 원남면 덕신리 산64-4           |
| 부산문화방송 | HLKU-SFM        | 황령산 송신소   | FM 95.9MHz  | 3kW                          | 부산광역시 부산진구 전포1동 산50-1             |
| 부산문화방송 | HLKU-SFM        | 양산타워 중계소 | FM 97.7MHz  | 0.02kW                       | 경상남도 양산시 동면 석산리 656-2              |
| 부산문화방송 | HLKU-SFM        | 녹산 중계소     | FM 106.5MHz | 0.02kW                       | 부산광역시 강서구 녹산동 산2-27 봉화산         |
| 부산문화방송 | HLKU-SFM        | 기장군청 중계소 | FM 106.5MHz | 0.03kW                       | 부산광역시 기장군 기장읍 신천리 1 기장군청     |
| 부산문화방송 | HLKU-SFM        | 정관 중계소     | FM 106.5MHz | 0.02kW                       | 부산광역시 기장군 정관읍 달산리 417-28         |
| 울산문화방송 |                 |                 |             |                              |                                                |
| HLAU-SFM     | 무룡산 송신소   | FM 97.5MHz      | 1kW         | 울산광역시 북구 연암동 산1-5 |                                                |
| MBC경남      | HLAP-SFM (창원) | 불모산 송신소   | FM 98.9MHz  | 3kW                          | 경상남도 창원시 성산구 천선동 산213-8          |
| MBC경남      | HLAP-SFM (창원) | 내서 중계소     | FM 96.7MHz  |                              | 경상남도 창원시 마산회원구 내서읍 상곡리 산163 |
| MBC경남      | HLAK-SFM (진주) | 금오산 송신소   | FM 91.1MHz  | 3kW                          | 경상남도 하동군 진교면 교룡리 산88-3           |
| MBC경남      | HLAK-SFM (진주) | 감악산 중계소   | FM 93.5MHz  | 1kW                          | 경상남도 거창군 남상면 무촌리 13               |
| 제주문화방송 | HLAJ-SFM        | 견월악 송신소   | FM 97.9MHz  | 1kW                          | 제주특별자치도 제주시 봉개동 산78-19           |
| 제주문화방송 | HLAJ-SFM        | 금악 중계소     | FM 106.5MHz | 0.1kW                        | 제주특별자치도 제주시 한림읍 금악리 산1-2      |
| 제주문화방송 | HLAJ-SFM        | 삼매봉 중계소   | FM 97.1MHz  | 1kW                          | 제주특별자치도 서귀포시 서홍동 822-1           |

### 라디오 시보 멘트
- FM 95.9MHz MBC 라디오입니다. HLKV-SFM
- FM 92.3, 88.9MHz 춘천문화방송입니다. HLAN-SFM
- 표준FM 92.7, 102.5MHz 원주문화방송입니다. HLSB-SFM
- FM 96.3MHz MBC강원영동입니다. HLAF-SFM
- FM 93.1, 101.5MHz MBC강원영동입니다. HLAQ-SFM
- 표준FM 91.3, 92.5, 93.7MHz 대전문화방송입니다. HLCQ-SFM
- FM 107.1MHz MBC충북 라디오입니다. HLAX-SFM
- FM 96.1MHz MBC충북 라디오입니다. HLAO-SFM
- FM 95.9MHz 부산MBC 라디오입니다. HLKU-SFM
- 표준FM 97.5MHz 여러분의 울산문화방송입니다. HLAU-SFM
- FM 98.9MHz MBC경남 창원 제1FM방송입니다. HLAP-SFM
- FM 91.1MHz MBC경남 진주 제1FM입니다. HLAK-SFM
- FM 96.5MHz 대구문화방송입니다. HLCT-SFM
- FM 100.7MHz 포항MBC 라디오입니다. HLAV-SFM
- FM 100.1MHz 여러분의 안동문화 제1FM방송입니다. HLAW-SFM
- AM 819KHz, 표준FM 93.9MHz 광주MBC 라디오입니다. HLCN
- FM 89.1MHz 목포MBC 라디오입니다. HLAM-SFM
- 표준FM 100.3, 107.1MHz HLAT-SFM 여수문화방송입니다.
- AM 855, 표준FM 94.3, 101.7 전주문화방송입니다. HLCX
- 제주시 97.9, 서귀포시 97.1MHz 제주MBC 라디오입니다. HLAJ-SFM

## 로고송
- 1987년 12월 15일부터 2006년 4월 23일까지 남자 아나운서와 여자 아나운서 교통정보 이후에 58분, 3분, 30분 멘트에 "문화방송입니다."가 사용되었다.
- 2006년 4월 24일부터 남자 아카펠라 5가지 버전, 여자 가수 1개 버전, 여자 아카펠라 3가지 버전, 남자 가수 1개 버전 등이 사용 중이다.
- 57분 교통정보 이후 시보 전 광고를 알릴 때에는 사장조 버전의 MBC~ MBC~라는 로고송을, 뉴스 종료 후와 프로그램 시작 전의 광고를 알릴 때에는 다장조 버전의  M~BC라는 로고송을, 중간광고의 시작을 알릴 때에는 바장조 버전의 MBC~ 라~디오라는 로고송을 내보내고, 중간광고의 종료를 알릴 때에는 다장조 버전의 [방송국 주파수], MBC 라디오 또는 사단조 버전의 MBC MBC [방송국 주파수]라는 로고송[8]을 사용한다. 그렇게 되다가 2014년 2월 3일부터 중간광고의 시작을 알릴 때의 로고송이 남자 아카펠라가 부른 바장조 버전의 MBC~ 라~디오에서 여자 가수가 부른 내림라장조 버전의 MBC 라디오~로 변경되고, 여자 아카펠라가 부른 바장조 버전의 MBC~ 라~디오에서 남자 가수가 부른 내림가장조 버전의 MBC 라디오~로 바뀌었다. 하지만 나머지 로고송은 변동이 없다. 시보 광고 전에는 여자 아카펠라 그룹이 부른 로고송으로 사용된다.

2022년 3월 28일부터는 광고 종료를 알리는 로고송이 없어지고 현재 시각 알림 형태로 변경되었다. 본사는 김수지 (아나운서)가 담당하며 지역국의 경우에는 해당 지역국 아나운서들이 담당한다.
- 간혹 지역국의 경우에는 시보 직전에 만나면 행복한 세상 MBC 문화방송, 행복한 세상의 좋은 친구 MBC 문화방송, 반가운 친구 MBC 문화방송 등의 로고송과 지역국 로고송을 내보낸다. 현재 일부 지역국에서는 친구처럼 다정한 연인처럼 MBC 문화방송~이 사용되었다.
- 동그란 몸 네모난 얼굴 머리엔 막대사탕 하나, 참~ 오랫동안 함께였던 우리는 만나면 좋은 친구 : 이 로고송은 방송 프로그램 시작 전 및 무광고 시보 직전에 나온다. 엠빅 로고송은 옥상달빛의 목소리가 나온다.

## 기타/특이 사항
- 명절 방송, 선거방송 등 특수한 방송인 경우에는 지방방송을 하지 않는다.
- 매달 첫째 주 일요일은 방송 조정을 위하여 오전 2시부터 오전 5시까지 3시간 동안 종료된다. 이것은 전국 MBC 전체가 해당된다.
- 서울 본사의 경우 2023년 5월 31일 자로 Internet Explorer 지원이 종료되어 다른 브라우저를 사용하여 청취가 가능하다.
- 안동은 구글 플레이를 통해 청취할 수 있다.
- 라디오 로그인이 없는 지역국 : 충북, 강원영동, 원주(인터넷 익스플로러), 포항
- 춘천, 대전, 대구, 부산, 여수, 제주, 울산, 경남 등은 네이버, 카카오, 지메일로 이용해야 접속할 수 있다.
- 중파방송은 광주, 전주 지역과 강원영동 강릉권 지역을 제외한 나머지 지역은 방송 자체가 중단되어서 FM 방송으로만 청취할 수 있다.
- 단, 새벽 시간대에는 뉴스가 방송되지 않는다. 또한 뉴스의 경우 (일부 시간을 제외하고) 모두 전국방송이다.
- 단, 하루의 시작 정다희입니다, MBC 뉴스투데이 1부 수중계, 아침 & 뉴스 류수민입니다, 노중훈의 여행의 맛, 라디오 북클럽 고아성입니다, 김종배의 시선집중 1, 2부, 권용주, 김나진의 차카차카 일요일, 여성시대 양희은, 김일중입니다, 정치인싸, 손태진의 트로트 라디오, 김현우의 손경제 상담소 주말, 정선희, 문천식의 지금은 라디오 시대, 김치형의 뉴스 하이킥, 박정호의 손에 잡히는 경제 플러스, 이재은의 아이러브 스포츠, 김현철의 디스크쇼, 신혜림의 골든디스크, 낭만가요, 가요 1999도 모두 전국방송이다.
- 단, 김종배의 시선집중 3부, 이진우의 손에 잡히는 경제, 권용주, 김나진의 차카차카 토요일, 정희원의 라디오 쉼표, 김현우의 손경제 상담소 평일, 박준형, 박영진의 2시만세, 권순표의 뉴스 하이킥도 모두 일부 지역 자체 방송이다.
- 단, 낭만가요, 가요 1999도 올댓뮤직 재전송을 송출한다.
- iMBC뿐만 아니라 네이버 나우(NOW)에서도 실시간 방송으로 청취가 가능하다.

## 시보

### 일반 라디오 제공 시보
- 현대자동차 (오전3시, 오전6시, 오전10시, 오후3시, 오후6시, 오후8시, 오후9시 시보 제공)
- 기아자동차 (오전2시, 오후1시, 오후2시 시보 제공)
- 삼양식품 (오전1시, 오전4시, 오전5시, 오전7시 시보 제공)
- 현대캐피탈 (오전8시, 오전9시, 낮12시, 밤12시 시보 제공)
- MBC 라디오 로고송 (오전11시, 오후4시, 오후5시, 오후7시, 오후10시, 오후11시 시보 제공)

### 인터넷 라디오 미니 제공 시보

#### 정각
- 메리츠화재
- NH농협은행
- 티뷰크

### 시보음
1961년 12월 2일 개국하여, 정각 시보음을 도입하였다. 당시에는 표준 정각 2초 전에 삐-삐-땡 소리가 울리는 형식이었으며, 이러한 방식은 1982년 9월 추동계 프로 개편 시점까지 지속되었다.
1982년 9월 추동계 프로 개편을 계기로 새로운 멜로디 시보음이 도입되었으며, 이에 따라 전체적인 분위기와 구성에도 변화가 이루어졌다.
1995년 8월에는 광복 50주년을 기념하여 자체 제작한 멜로디 시보음으로 다시 한 번 변화가 이루어졌다. 이 시기 MBC는 광복절의 의미를 되새길 수 있도록 시보음을 새로운 형태로 재구성하여 청취자들에게 선보였다.

## 같이 보기
- CBS 표준FM
- FEBC FM
- TBS eFM
- MBC TV
- SBS TV
- MBN
- 퀴니
- 매직TV